# Barnes Wallis
Barnes Neville Wallis, född 16 september 1887, död 30 oktober 1979, var en engelsk uppfinnare, vetenskapsman och ingenjör. Han är mest känd för att uppfinna "studsbomben" som användes under Dambustersräden. Han hade fått utmärkelserna Order of the British Empire och Fellow of the Royal Society